# Taller de treball esclau

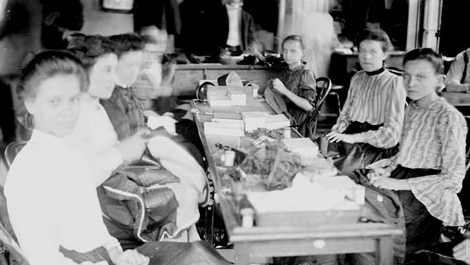
Un taller de treball esclau Chicago, Illinois el 1903

Es parla d'un taller de treball esclau a un lloc de treball que té unes condicions laborals molt pobres i socialment inacceptables. El treball pot ser difícil, perillós, inadequat (fred, calor, ventilació inadequada) o mal pagat. Els treballadors poden estar treballant durant moltes hores al dia, o durant molt de temps, amb salaris baixos, independentment de les lleis que exigeixin una retribució extraordinària o un salari mínim; les lleis sobre el treball infantil també poden ser violades. A els treballadors poden estar sotmesos ocasionalment a abusos físics, mentals o sexuals. Els resultats del 2015 del Departament de Treball dels Estats Units sobre les pitjors formes de treball infantil van trobar que "18 països no van complir la recomanació de l'Organització Internacional del Treball per a un nombre adequat d'inspectors".

## Tipus
Alguns tallers d'explotació laboral són propietat de corporacions multinacionals, però altres són companyies locals que produeixen béns per a corporacions estrangeres. Les corporacions actuen generalment a través d'un procés de subcontractes, de manera que no són propietaris directes del taller, però fan servir a l'organització menor que és la propietària i s'encarrega de la producció.
Algunes companyies han estat acusades d'utilitzar nens en els tallers de treball esclau de les seves subcontractes. Alguns països on s'allotgen aquests tallers prohibeixen (o reprimeixen per la força de les armes) la pràctica del sindicalisme, el que dificulta les protestes dels treballadors.
Una altra forma de taller d'explotació laboral és la que es dona clandestinament, també en els països desenvolupats, en existir companyies o particulars que fan servir treballadors sense permís legal per treballar, pagant-los un sou per sota de la mitjana local, i sense declarar la seva presència davant les autoritats locals de treball i de seguretat social. Aquests treballadors solen ser immigrants il·legals. Aquest fet genera l'anomenada economia submergida, que en alguns països desenvolupats arriba a assolir un percentatge elevat en comparació a l'economia formal. Aquesta forma de treball dona lloc al blanqueig de diners per part del contractant.

## Història
Els tallers d'explotació laboral no són un fenomen nou. Els Estats Units i Europa, al segle xix i principis del xx, van veure tallers que oferien treball als immigrants i als treballadors de baixa qualificació. Els sindicats i les noves llei és i regulacions laborals van acabar forçant als ocupadors a millorar la seguretat i les condicions de treball, ja apujar els sous.

## En contra
Alguns sindicats, com el AFL-CIO, han ajudat al moviment contra aquests tallers, tant per un interès filantrop en el benestar dels treballadors més desfavorits com per propi benefici. Com els productes produïts en els tallers d'explotació laboral són més barats que els produïts en les fàbriques dels Estats Units o Europa, els sindicats pensen que això pot ocasionar que els seus membres perdin els seus treballs.
Acabar amb el treball esclau és un dels objectius del moviment antiglobalització, que ha acusat a moltes companyies (com Disney, The Gap i Nike) de fer ús d'aquest tipus de tallers. Els activistes d'aquest moviment indiquen que el procés de globalització neoliberal afavoreix els abusos corporatius als "treballadors esclaus". Addicionalment, argumenten que la producció amb sous baixos en els països desfavorits és responsable de la pèrdua de llocs de treball als països del Primer Món.
Els articles 22, 23, 24 i 25 de la Declaració Universal dels Drets Humans, entre d'altres, tracten sobre la matèria.

## A favor
Aquells que defensen la pràctica de traslladar la producció a zones de baixos sous apunten a un cost de vida inferior com a explicació dels sous baixos, i argumenten que les seves operacions beneficien a la comunitat, a proveir-los de llocs de treball, cosa que la comunitat necessita. Tot i això, algunes companyies s'han plegat a la pressió pública i han reduït la seva dependència d'aquest tipus de tallers.
De fet, estudis recents mostren que les fàbriques en el tercer món poden millorar les condicions de treball en els països en vies de desenvolupament, i ofereixen un sou superior al que tindrien disponible en la seva absència.
Algunes companyies donen publicitat al fet que els seus productes no estan fets amb treball esclau, algunes organitzacions publiquen llistes de companyies que paguen als seus treballadors un sou just.
Els crítics contraargumentar dient que les persones favorables a aquest tipus de tallers solen obviar la repressió política, la corrupció i la qüestió de que l'entrada de multinacionals subsidiades per la seva països d'origen en els mercats dels països del tercer món pot tenir a veure amb la destrucció de les economies locals, en no poder fer front a la competència, la pèrdua de llocs de treball i subsegüent proletarització de la població local de tal manera que critiquen que es posa com a solució a la pobresa d'aquests països el que en la seva opinió podria ser la pròpia causa.
Cita de Johan Norberg:
"Si vols estar a la moda en aquests dies, no portis productes fabricats per Nike, abans bé, els boicotejar. Així que estava interessat en sentir a algú no només elogiant els sweatshops de Nike, sinó que proclamant a més que Nike és un exemple de negoci bo i responsable. Aquest "algú" ha estat el Partit Comunista del Vietnam, que és el que governa aquest país ...[]... La veritat és que el treball sembla dur, i les condicions de treball ombrívoles, si comparem les fàbriques vietnamites amb les fàbriques del nostre país. Però aquesta no és la comparació que fan aquests treballadors. Ells comparen el treball en Nike amb la forma en vivien abans, o la forma en què els seus parents o veïns encara treballen. I els fets són reveladors. La paga mitjana en una fàbrica de Nike propera a Ciutat Ho Chi Minh [antiga Saigon] és de 54 $ al mes, gairebé tres vegades el salari mínim per a una empresa de propietat estatal. Fa 10 anys, quan Nike es va establir a Vietnam, els treballadors havien de caminar fins a les fàbriques, sovint moltes milles. Després de tres anys de salaris de Nike, poden permetre bicicletes. Tres anys després, poden permetre ciclomotors ..[]... avui en dia, els primers treballadors poden permetre comprar un automòbil."